# Lone Grove
Lone Grove é uma cidade localizada no estado norte-americano de Oklahoma, no Condado de Carter.

## Demografia
Segundo o censo norte-americano de 2000, a sua população era de 4631 habitantes.
Em 2006, foi estimada uma população de 5156, um aumento de 525 (11.3%).

## Geografia
De acordo com o United States Census Bureau tem uma área de
72,8 km², dos quais 72,7 km² cobertos por terra e 0,1 km² cobertos por água. Lone Grove localiza-se a aproximadamente 289 m acima do nível do mar.

## Localidades na vizinhança
O diagrama seguinte representa as localidades num raio de 24 km ao redor de Lone Grove.